# Adenochlaena
Adenochlaena är ett släkte av törelväxter. Adenochlaena ingår i familjen törelväxter.
Kladogram enligt Catalogue of Life:
| Adenochlaena | \| \| Adenochlaena leucocephala \| \| \| \| \| \| Adenochlaena zeylanica \| \| \| \| |
|              | \| \| Adenochlaena leucocephala \| \| \| \| \| \| Adenochlaena zeylanica \| \| \| \| |
|              | Adenochlaena leucocephala                                                            |
|              |                                                                                      |
|              | Adenochlaena zeylanica                                                               |
|              |                                                                                      |